# Cyclosorus yamawakii
Cyclosorus yamawakii là một loài dương xỉ trong họ Thelypteridaceae. Loài này được H. Itô mô tả khoa học đầu tiên năm 1952.
Danh pháp khoa học của loài này chưa được làm sáng tỏ. 